# Red Concepción de Movilidad
Red Concepción de Movilidad (conocido simplemente como Red Concepción) será un sistema de autobuses de transporte público urbano en el área metropolitana del Gran Concepción, capital de la Región del Biobío. Consistirá en la implementación de recorridos locales y troncales a lo largo del área metropolitana, en ambos casos con buses eléctricos de alto estándar, e integración al tren de cercanías Biotren. Será parte del Transporte Público Metropolitano de Concepción, y coexistirá con las distintas regulaciones de autobuses del área metropolitana, como los Perímetros de Exclusión del Gran Concepción, de Tomé y de Santa Juana.
Su entrada en operaciones inicialmente se proyectó para el 2020, sin embargo la licitación de los primeros 25 buses ocurrió recién en 2023, anunciando su puesta en marcha en 2024. Finalmente, dicha licitación fue declarada desierta en marzo de 2024, por lo que su entrada en operaciones queda en duda hasta que se concrete una nueva licitación para aquellos buses, o la licitación para la que actualmente sería la segunda etapa.
Se ha indicado inicialmente como sucesor de la línea de taxibuses Biobús, implementado el 2005, y que al 2023 solo cuenta con un recorrido, semejante a uno de los dos recorridos a implementar el 2024; aunque en algunos medios de prensa los 25 primeros buses eléctricos del sistema se le atribuyen a dicha línea de taxibuses.

## Historia

### Antecedentes
El 12 de marzo de 2019, tras el anuncio del cambio de nombre del Transantiago (pasando a denominarse Red Metropolitana de Movilidad) el gobierno anunció que también se implementarían sistemas integrados de transporte público en el resto de las regiones del país. Durante el mismo mes se señalaba que en abril se presentaría el plan para llevar el sistema Red a regiones; sin embargo, durante dicho mes no se realizó ningún anuncio al respecto.

### Implementación

#### Primera etapa (25 primeros buses)
El primer anuncio sobre la implementación de Red en el Gran Concepción se realizó el 29 de mayo de 2019 en la antigua Estación Central de Concepción, actual sede del gobierno regional del Biobío. En aquella ocasión el presidente Sebastián Piñera presentó los buses eléctricos y los recorridos que se implementarán antes de mayo de 2020. En la primera etapa se busca aprovechar la infraestructura ya existente, como es el caso de los corredores de transporte público en las avenidas Los Carrera y Paicaví.
Al 11 de marzo de 2022 el sistema Red aún no había sido implementado en el Gran Concepción.
El 22 de febrero de 2023, la SEREMI de Transportes del Biobío ingresó a Contraloría la licitación para la compra de los 25 buses junto con la construcción del terminal de carga y del proveedor de energía. El 13 de abril del mismo año Contraloría tomó razón, y el 10 de mayo se anunció la apertura de la licitación, calculando su entrada en operación el 2024. En ese mismo anuncio, se indicó que el terminal de carga estará ubicado en el sector Cerro Chepe, en un terreno de EFE Sur al costado de la Subestación Chepe; además, se anunció que cuando comience la operación de los dos recorridos RED Concepción originalmente anunciados, dejará de funcionar el servicio Biobús pues en la práctica lo reemplazará.
El 5 de marzo de 2024 EFE Sur anunció que la licitación de los 25 primeros buses junto con la construcción de la estación de carga fue declarada desierta, producto de que la única empresa oferente no cumplió con las bases técnicas de la licitación. La situación fue calificada como un "traspié" por el SEREMI de Transportes del Biobío, Héctor Silva, y declaró su intención de perseverar en la compra de estos buses. Sin embargo, la fallida licitación fue muy criticada por otros actores como el Gobierno Regional del Biobío.

#### Segunda etapa (recorridos troncales)
Además de los 25 buses anunciados el 2019, el 25 de octubre de 2022 el ministro de Transportes y Telecomunicaciones Juan Carlos Muñoz en Concepción anunció la compra 200 buses eléctricos más, los que serán comprados en licitación aparte, y que servirán para implementar recorridos "troncales" de Red Concepción, desplazándose a lo largo de los nuevos corredores de transporte público (o "electrocorredores") que se anunciaron el mismo día (Ruta 150 o "Camino a Penco", Autopista Concepción - Talcahuano, y Ruta 160 hasta Coronel). Al ser servicios troncales, el 12 de diciembre de 2023 se anunció que estos 200 buses tendrán las mismas dimensiones que los buses de Red Metropolitana de Movilidad alcanzando los 12 metros de largo, a diferencia de los buses circulantes actualmente en el Gran Concepción, y de los primeros 25 buses Red, que son en promedio de entre 9,5 a 10 metros de largo.
El 5 de mayo de 2023 en el marco del anuncio del "Plan Más Movilidad", el mismo ministro de Transportes señaló el inicio del proceso de compra de 130 buses para la locomoción colectiva entre Concepción y la zona del carbón (Coronel - Lota), de los cuales 75 serán eléctricos, y los restantes serán de alto estándar diésel.
El 6 de marzo de 2024 desde la SEREMI de Transportes se informó que durante dicho año estará la licitación de los 75 buses eléctricos para Coronel - Lota, mientras que la compra de los 200 buses eléctricos se está trabajando con las Direcciones de Concesiones y el Ministerio de Desarrollo Social para dar viabilidad técnica y económica al proyecto, que además incluirá dos nuevos terminales de carga.
Se espera que, en total, sean cerca de 300 buses eléctricos que circulen para marzo del 2026, de los cuales 225 serán Red Concepción, y los restantes 75 de la próxima nueva regulación de la locomoción colectiva entre Concepción y Lota.

### Red Concepción y Perímetro de Exclusión del Gran Concepción
El 12 de diciembre de 2023 se confirmó que la implementación de Red Concepción se realizará en paralelo a la implementación del Perímetro de Exclusión, que será la nueva regulación de las 35 empresas operadoras de la locomoción colectiva del Gran Concepción (buses azul con gris) y que comenzará a regir el 1 de enero de 2024; el cual también exige a las empresas operadoras avanzar hacia la implementación de buses de alto estándar. Con esto, los buses Red Concepción coexistirán con los del Perímetro, siendo los primeros principalmente troncales (con excepción de los dos primeros recorridos), y los segundos alimentadores desde los barrios.

## Recorridos
En su primera etapa Red Concepción de Movilidad contará con 2 recorridos de buses eléctricos.
| Número | Destino                        | Hitos |
| ------ | ------------------------------ | --- |
| 1      | Estación Biotrén U.T.F.S.M.    | Ida: Intermodal Concepción - Centro - Corredor Avenida Paicaví - U. San Sebastián (Campus Tres Pascualas) - U. Católica de la Santísima Concepción - U. de las Américas - Aeropuerto Carriel Sur - Mall Plaza del Trébol - Población Santa Leonor - Estación Universidad Técnica Federico Santa María |
| 1      | Estación Intermodal Concepción | Vuelta: U. Técnica Federico Santa María - Mall Plaza del Trébol - U. Católica de la Santísima Concepción - Corredor Avenida Paicaví - U. San Sebastián - Centro - Intermodal Concepción |
| 2      | Valle Nonguén                  | Ida: Intermodal Concepción - Av. Los Carrera - ACHS - Terminal de buses Collao - U. del Biobío - Nonguén |
| 2      | Estación Intermodal Concepción | Vuelta: U. del Biobío - Terminal de buses Collao - ACHS - Av. Los Carrera - U. Santo Tomás - Intermodal Concepción |